# 薛苞
薛苞（?—?），又作薛包，字孟嘗，汝南郡（今河南省平舆县西北）人，东汉政治人物。
汉安帝时，薛苞好学行为笃厚，丧母，以孝闻名。其父娶后妻而憎恨薛苞，让他分出去过，薛苞日夜号泣，不忍心离去，以至被父亲用手杖殴打。不得已，在舍外结庐，早晨回家洒扫，父亲大怒，又将他逐出。于是在里门结庐，早晚问候不断。经过一年多，父母惭愧让他回来。他守孝六年，哀伤过度。
既而弟弟孩子请求分家，薛苞不能制止，于是平分家财。留下年老的奴婢，说：“与我共事久，你们不能使唤。”田庐留下荒顿的，说：“我年轻时耕种的，我很留恋。”器物留下朽败的，说：“我平素使用的，身体和饮食所习惯的。”子弟多次破产，他再接济他们。建光年间，朝廷公车特征，薛苞至洛阳，拜为侍中。薛苞性情恬静谦虚，称病不起，用死请求。诏书赐他告病归乡，礼遇就像毛义一样，八十余岁，以寿而终。
　　